# Alogiou dike
L'alogiou dike (in greco antico: ἀλογίου δίκη?, aloghíou díke) era il tipo di dike che riguardava i casi in cui un magistrato, quando la sua magistratura terminava, non consegnava un resoconto della somme di denaro ricevute: l'imputato veniva giudicato dai logisti e, se era giudicato colpevole, veniva punito coll'atimia. L'alogiou dike viene qualificata dai grammatici come dike e non come graphe, quantunque si tratti di un'azione pubblica.